# Järva-Jaani
Järva-Jaani (deutsch Sankt Johannis) ist ein Flecken (estnisch alev) in der Landgemeinde Järva im estnischen Kreis Järva mit einer Fläche von 126 km². Sie hat 1760 Einwohner.
Bis 2017 bildete der Ort auch eine eigenständige Gemeinde (Järva-Jaani vald).
Sehenswert ist die Johannes dem Täufer gewidmete Kirche von Järva-Jaani, deren Ursprünge auf das 13. Jahrhundert zurückgehen. Die Altarplatte stammt aus dem 14. Jahrhundert, die barocke Kanzel des Tallinner Holzschnitzers Franz Hoppenstätt von 1648. Der Westturm wurde 1881 hinzugefügt.

## Persönlichkeiten
In Järva-Jaani tätig war der deutschbaltische Chronist Christian Kelch, der 1688–1691 seine Geschichte Livlands verfasste. 
Eduard Gebhardt (1838–1925), der später Professor an der Kunstakademie von Düsseldorf wurde, wurde in Järva-Jaani geboren.

## Galerie

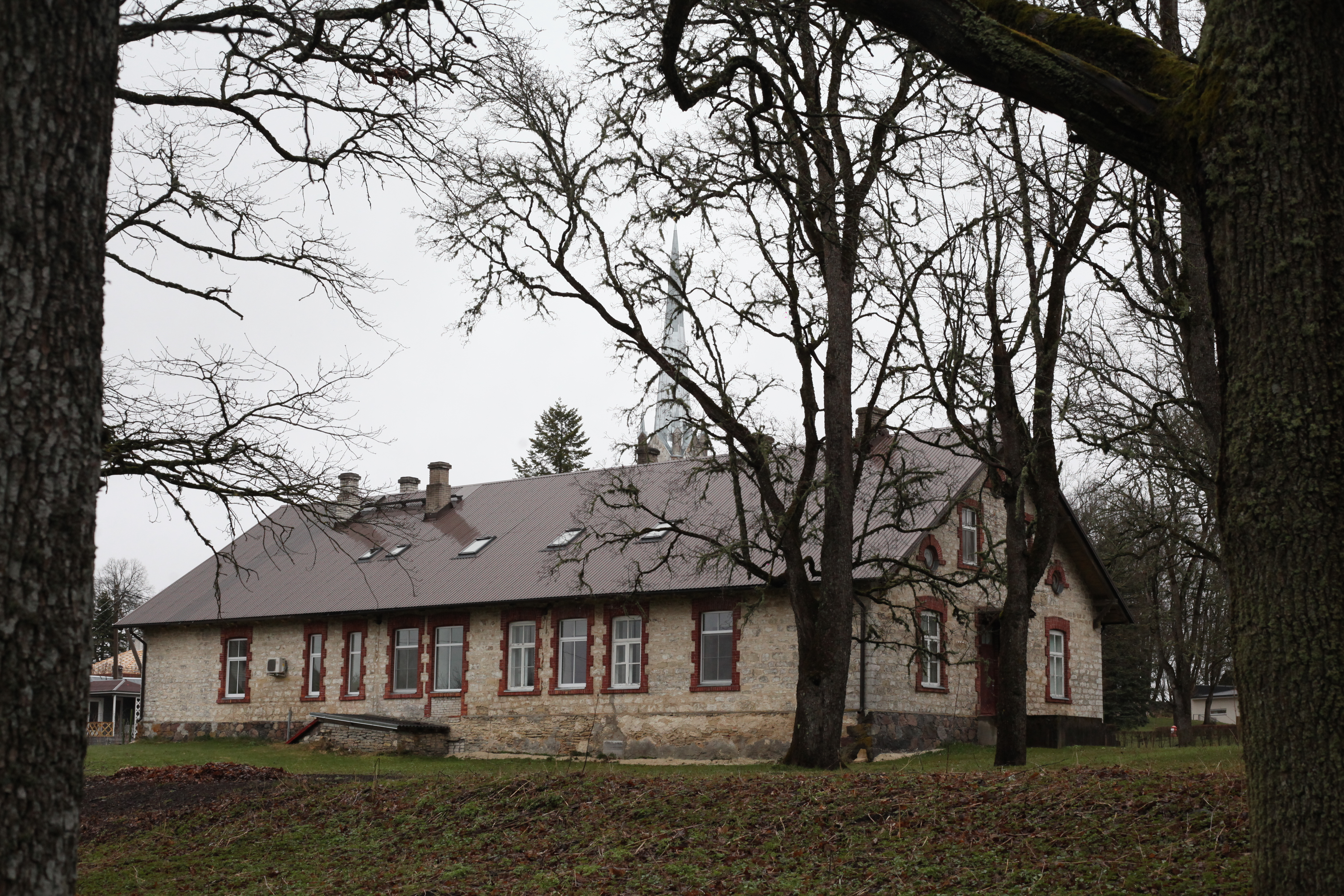
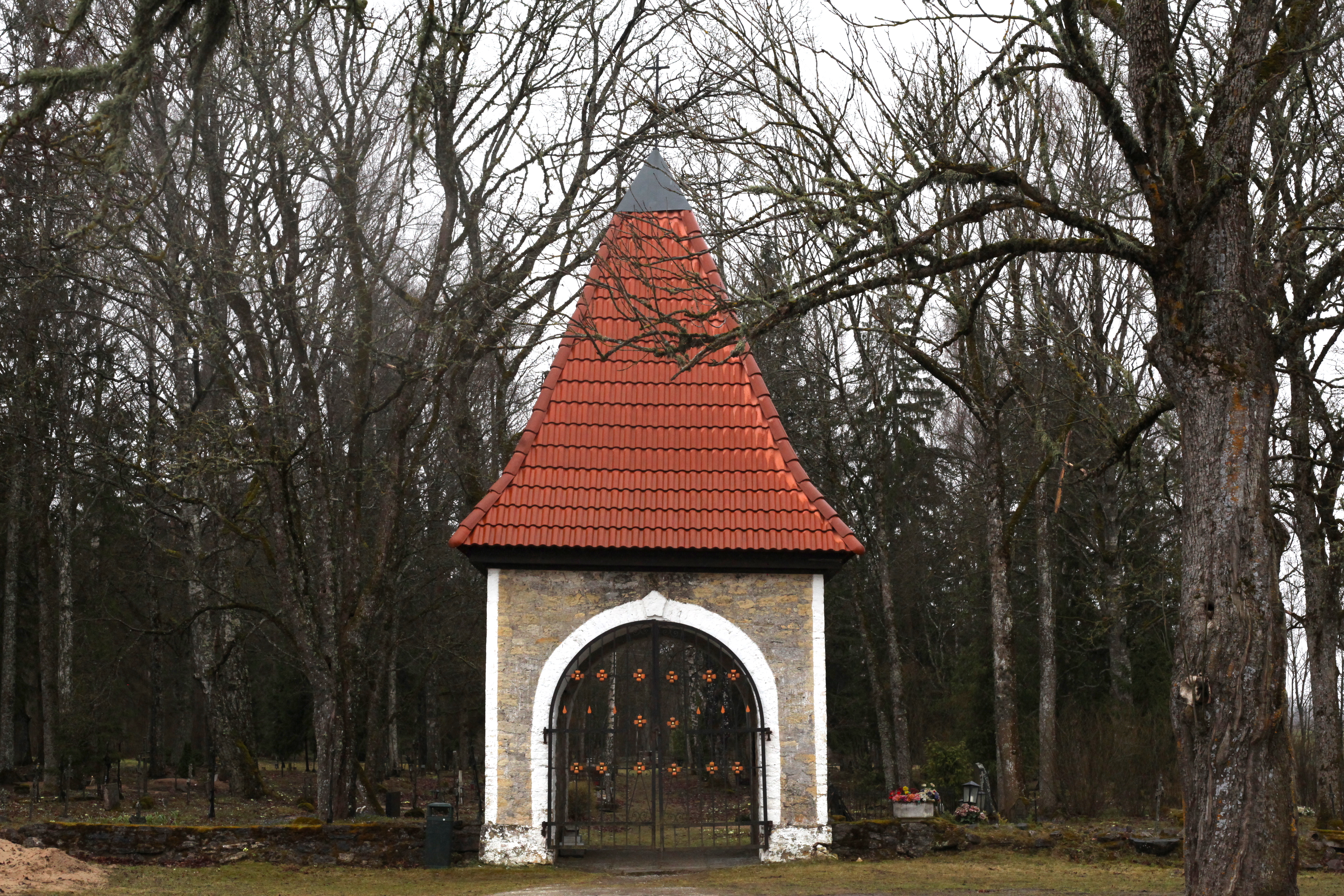
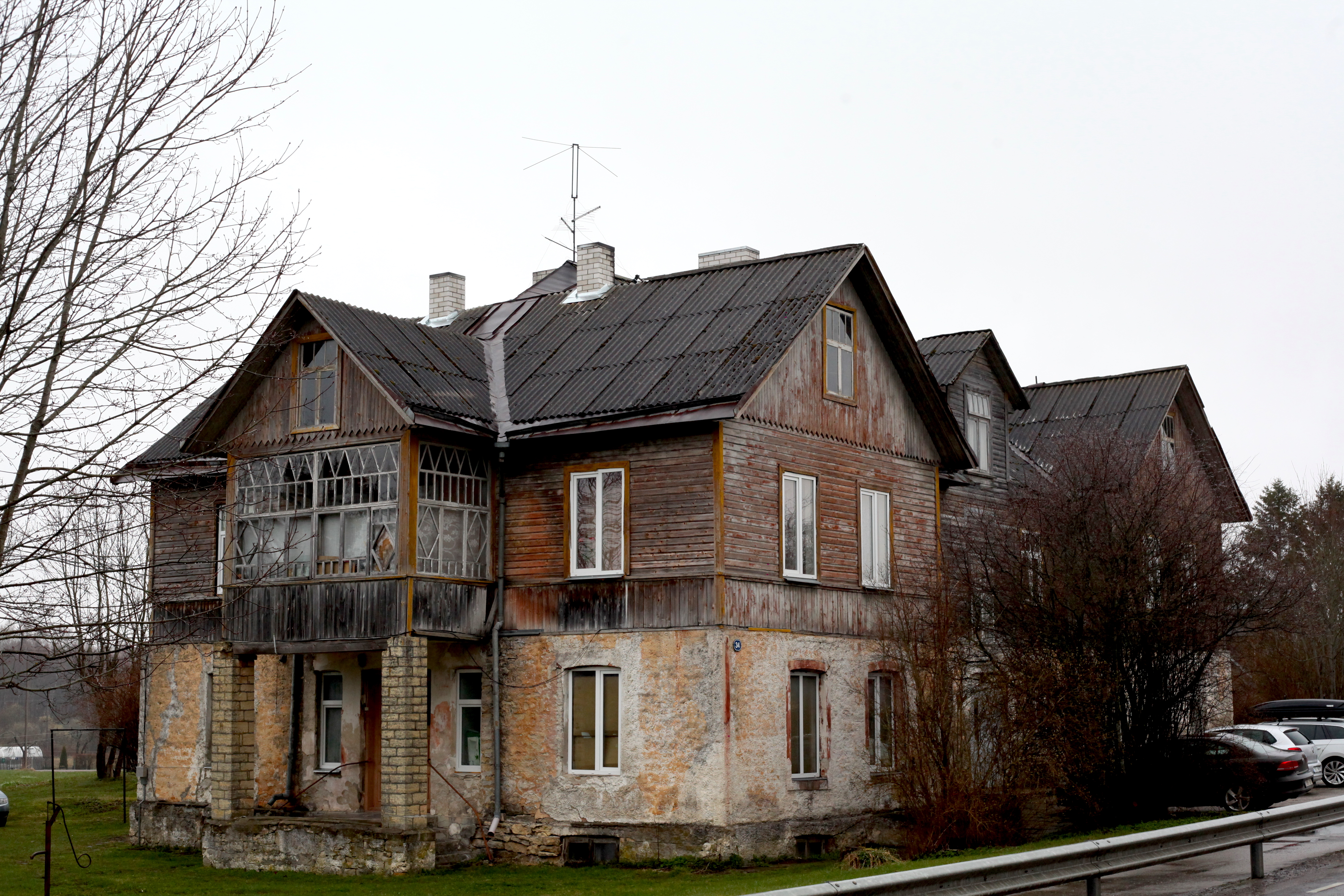
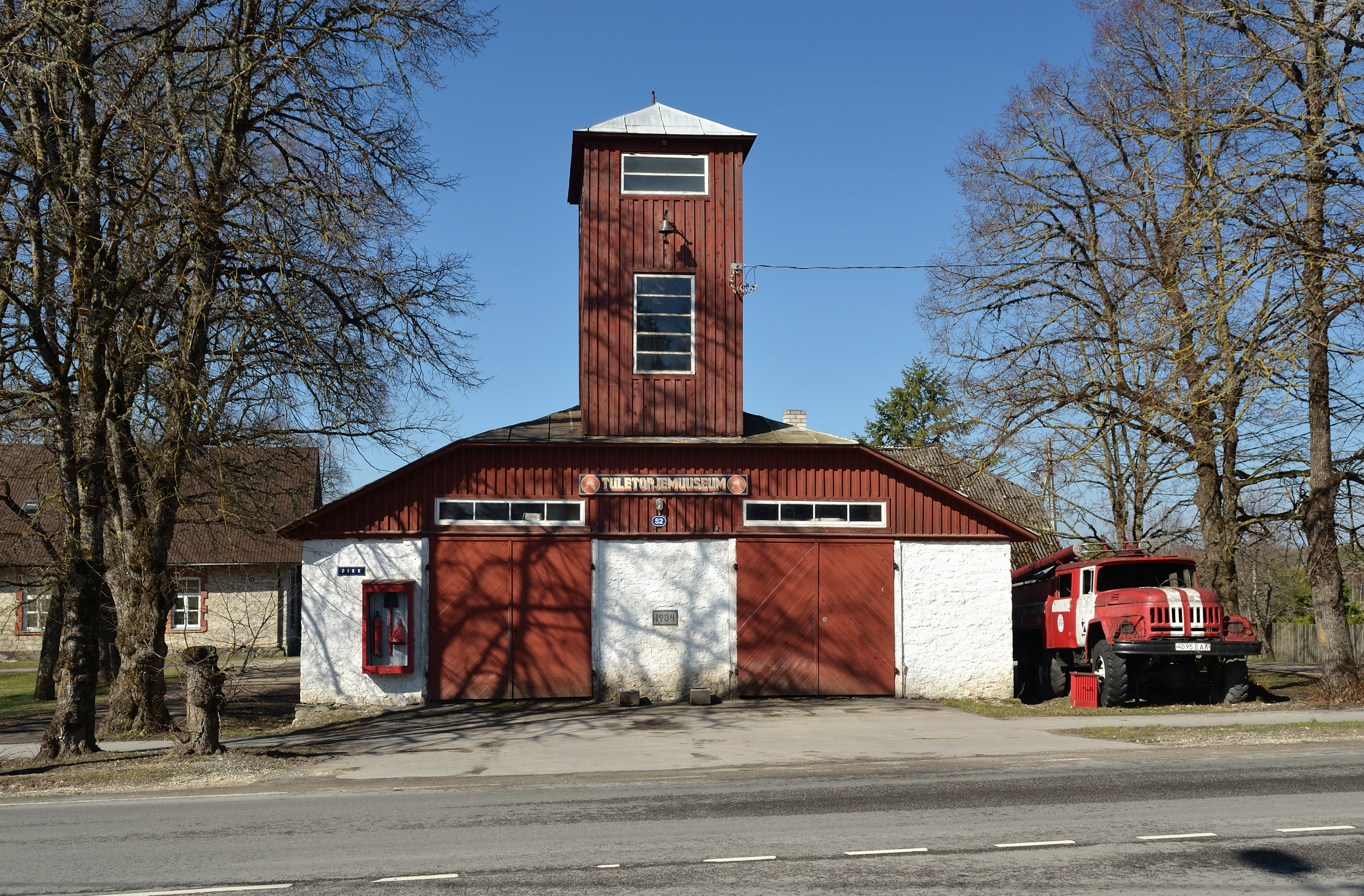
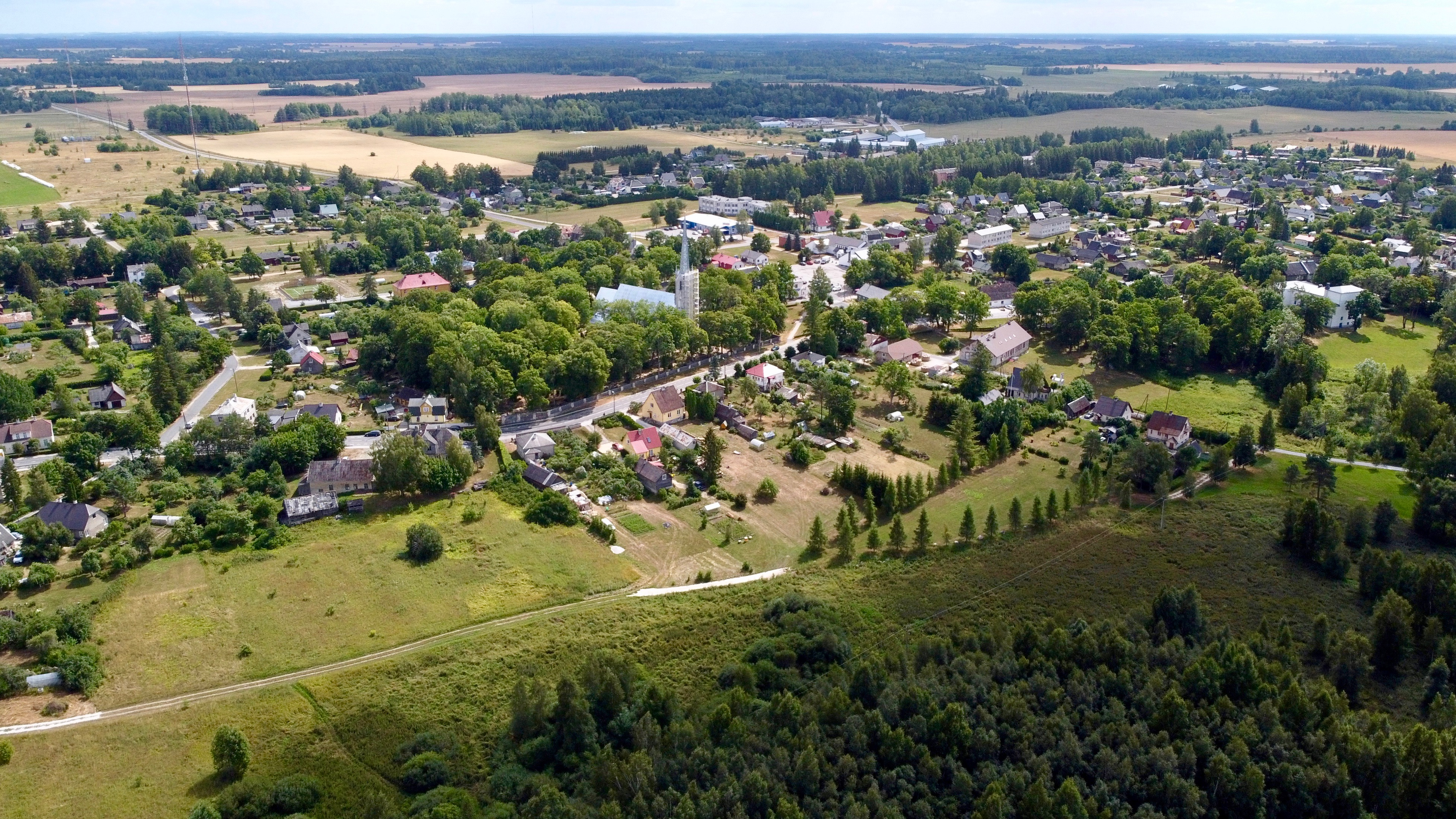
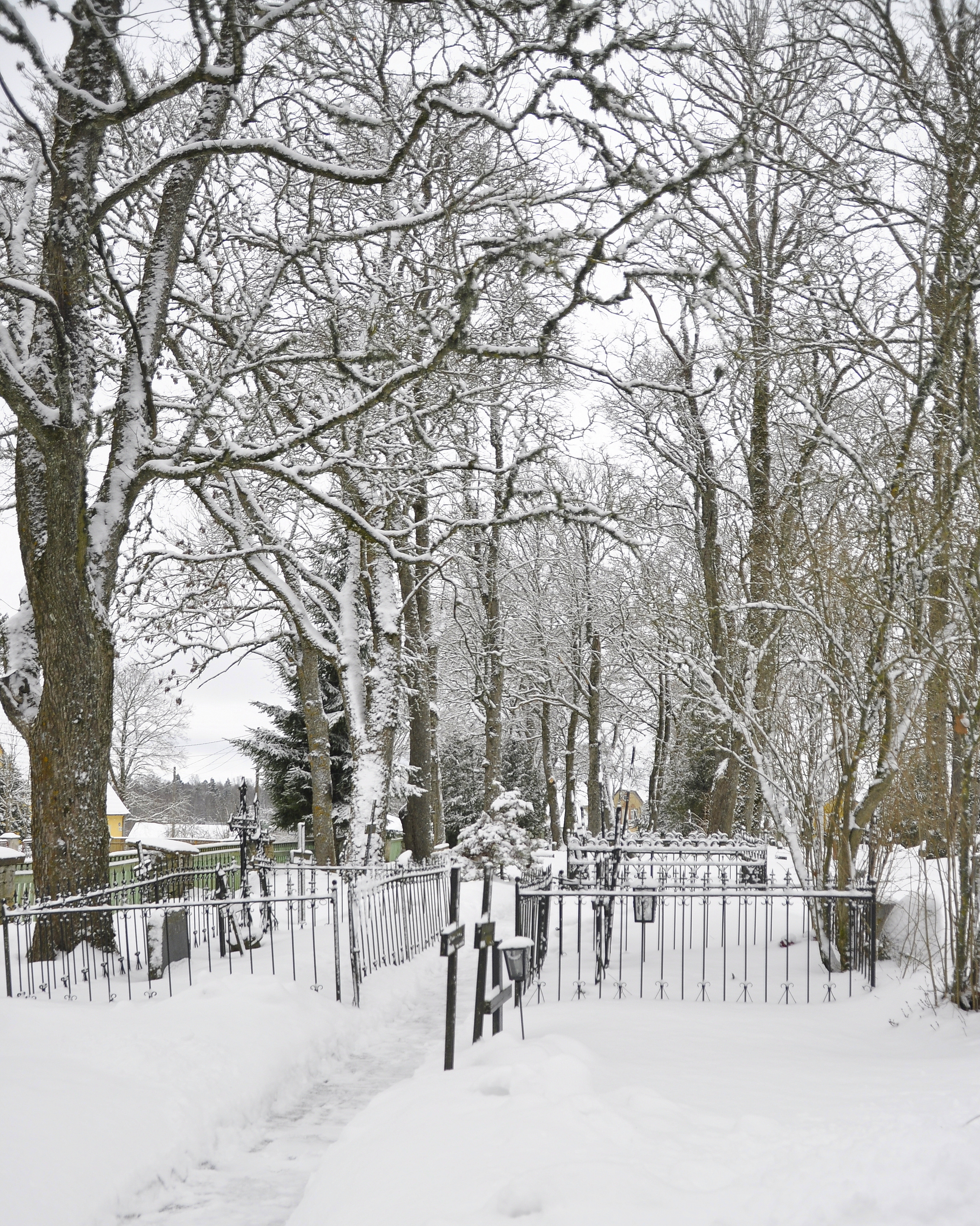